# Championnat d'Islande de football 2002
Navigation
Saison précédente Saison suivante
La saison 2002 du Championnat d'Islande de football était la 91e édition de la première division islandaise. Les 10 clubs jouent les uns contre les autres lors de rencontres disputées en matchs aller et retour.
L'ÍA Akranes, tenant du titre, a tenté de le conserver face aux neuf meilleurs clubs du pays.
C'est le KR Reykjavik qui finit en tête du championnat. Le club remporte le 23e titre de champion d'Islande de son histoire.
En bas du classement, le þor Akureyri, tout juste promu parmi l'élite redescend immédiatement en 2. Deild tout comme l'ÍBK Keflavík, présent depuis 10 saisons consécutives en première division.

## Les 10 clubs participants
| \| Reykjavik : · KR - Fram - Fylkir Akureyri : · KA - þor ÍBK Keflavík ÍA Akranes ÍBV Vestmannaeyjar UMF Grindavík FH Hafnarfjörður \| Clubs participants |
| Reykjavik : · KR - Fram - Fylkir Akureyri : · KA - þor ÍBK Keflavík ÍA Akranes ÍBV Vestmannaeyjar UMF Grindavík FH Hafnarfjörður                          |

| Club               | Classement 2001 | Stade            | Ville          |
| ------------------ | --------------- | ---------------- | -------------- |
| ÍA Akranes         | 1               | Akranesvöllur    | Akranes        |
| FH Hafnarfjörður   | 3               | Kaplakriki       | Hafnarfjörður  |
| Fram Reykjavik     | 8               | Laugardalsvöllur | Reykjavik      |
| Fylkir Reykjavik   | 5               | Laugardalsvöllur | Reykjavik      |
| UMF Grindavík      | 4               | Grindavíksvöllur | Grindavík      |
| ÍBK Keflavík       | 6               | Keflavíkurvöllur | Keflavík       |
| KR Reykjavik       | 7               | KR-völlur        | Reykjavik      |
| KA Akureyri        | 2. Deild        | Akureyrarvöllur  | Akureyri       |
| þor Akureyri       | 2. Deild        | Akureyrarvöllur  | Akureyri       |
| ÍBV Vestmannaeyjar | 2               | Hásteinsvöllur   | Vestmannaeyjar |

## Compétition

### Classement
Le barème de points servant à établir le classement se décompose ainsi :
- Victoire : 3 points
- Match nul : 1 point
- Défaite : 0 point

| Rang | Équipe             | Pts | J  | G  | N | P  | Bp | Bc | Diff |
| ---- | ------------------ | --- | -- | -- | - | -- | -- | -- | ---- |
| 1    | KR Reykjavik       | 36  | 18 | 10 | 6 | 2  | 32 | 18 | +14  |
| 2    | Fylkir Reykjavik C | 34  | 18 | 10 | 4 | 4  | 30 | 22 | +8   |
| 3    | UMF Grindavík      | 29  | 18 | 8  | 5 | 5  | 32 | 26 | +6   |
| 4    | KA Akureyri P      | 25  | 18 | 6  | 7 | 5  | 18 | 19 | -1   |
| 5    | ÍA Akranes T       | 23  | 18 | 6  | 5 | 7  | 29 | 26 | +3   |
| 6    | FH Hafnarfjörður   | 22  | 18 | 5  | 7 | 6  | 29 | 30 | -1   |
| 7    | ÍBV Vestmannaeyjar | 20  | 18 | 5  | 5 | 8  | 23 | 22 | +1   |
| 8    | Fram Reykjavik     | 20  | 18 | 5  | 5 | 8  | 29 | 33 | -4   |
| 9    | ÍBK Keflavík       | 20  | 18 | 4  | 8 | 6  | 25 | 30 | -5   |
| 10   | Þor Akureyri P     | 13  | 18 | 3  | 4 | 11 | 22 | 43 | -21  |

|  | Qualifié pour la Ligue des champions 2003-2004 |
|  | Qualifié pour la Coupe UEFA 2003-2004          |
|  | Qualifié pour la Coupe Intertoto 2003          |
|  | Relégation en 2. Deild                         |

### Matchs
| Résultats (▼dom., ►ext.)                                   | FH  | ÍA  | KA  | ÍBV | Fram | Fylk | ÍBK | þor | Grin | KR  |
| FH Hafnarfjörður                                           |     | 1-1 | 0-1 | 2-1 | 3-1  | 0-3  | 0-0 | 5-2 | 3-2  | 1-0 |
| ÍA Akranes                                                 | 0-0 |     | 1-1 | 4-1 | 1-1  | 2-0  | 5-2 | 0-1 | 1-3  | 1-2 |
| KA Akureyri                                                | 1-1 | 1-1 |     | 1-1 | 0-3  | 0-2  | 4-1 | 1-0 | 0-1  | 1-2 |
| ÍBV Vestmannaeyjar                                         | 2-0 | 4-1 | 1-1 |     | 0-1  | 0-1  | 1-2 | 3-1 | 0-0  | 3-0 |
| Fram Reykjavik                                             | 5-4 | 3-2 | 0-1 | 1-2 |      | 2-3  | 1-1 | 3-1 | 0-3  | 2-4 |
| Fylkir Reykjavik                                           | 2-1 | 1-3 | 1-1 | 1-0 | 3-3  |      | 2-0 | 4-2 | 2-0  | 1-1 |
| ÍBK Keflavík                                               | 1-1 | 0-2 | 2-3 | 1-0 | 1-1  | 3-1  |     | 2-2 | 2-2  | 0-1 |
| Þor Akureyri                                               | 4-4 | 0-2 | 0-1 | 1-1 | 2-1  | 0-1  | 1-1 |     | 1-5  | 0-2 |
| UMF Grindavík                                              | 2-1 | 2-1 | 0-0 | 3-2 | 1-1  | 3-1  | 1-4 | 2-4 |      | 0-1 |
| KR Reykjavik                                               | 2-2 | 3-1 | 2-0 | 1-1 | 1-0  | 1-1  | 2-2 | 5-0 | 2-2  |     |
| - Victoire à domicile - Match nul - Victoire à l'extérieur |     |     |     |     |      |      |     |     |      |     |

## Bilan de la saison
| Tableau d'Honneur                 |                  |
| Compétition                       | Vainqueur        |
| Championnat d'Islande de football | KR Reykjavik     |
| Coupe d'Islande de football       | Fylkir Reykjavik |
| Coupe de la Ligue                 | FH Hafnarfjörður |
| Supercoupe d'Islande de football  | Non disputée     |

| Qualifications européennes    |                                |
| Ligue des champions 2003-2004 | Qualifié                       |
| 1er tour                      | KR Reykjavik                   |
| Coupe UEFA 2003-2004          | Qualifiés                      |
| 1er tour                      | UMF Grindavík Fylkir Reykjavik |
| Coupe Intertoto 2003          | Qualifié                       |
| 1er tour                      | KA Akureyri                    |

| Promotion et relégation |                                   |
| Relégués en 2. Deild    | þor Akureyri ÍBK Keflavík         |
| Promus en 1. Deild      | Valur Reykjavik þrottur Reykjavik |

## Meilleurs buteurs
| # | Buteurs                    | Clubs              | Nb de Buts |
| - | -------------------------- | ------------------ | ---------- |
| 1 | Gretar Hjartarson          | UMF Grindavík      | 13         |
| 2 | Saevar þor Gislason        | Fylkir Reykjavik   | 12         |
| 3 | Sigurður Ragnar Eyjolfsson | KR Reykjavik       | 11         |
| 3 | Gunnar Heiðar þorvaldsson  | ÍBV Vestmannaeyjar | 11         |
| 5 | Johann þorhallsson         | þor Akureyri       | 10         |